# Кунвар, Кришна Бахадур
Кришна Бахадур Кунвар Рана (непальск. कृष्ण बहादुर कुँवर; 1823 — 9 августа 1863) — непальский государственный деятель, исполняющий обязанности премьер-министр Непала в 1857 году.

## Биография
Кришна Бахадур Кунвар родился в семье Бала Нарсингха Кунвара и Ганеш Кумари Тхапы. Кришна был младшим братом Джанга Бахадура Раны и Бама Бахадура Кунвара, а также старшим братом Ранодипа Сингха Кунвара и Дхира Шамшера Кунвара. Кунвары пришли к политической власти, будучи близкими родственниками семьи Тхапа.

## Политическая карьера
14 сентября 1846 года Джанг Бахадур Кунвар и его братья убили около 29 дворян во время Резни в Коте. Хадга Викрам Шах попытался напасть на Кришну и впоследствии был убит младшим братом Кришны Дхиром. После резни Джанг Бахадур назначил своих братьев и племянников на высшие посты в правительстве.
Кришна занимал пост губернатора Палпы с 1846 по 1849 год, будучи главным администратором районов Моранг, Саптари, Парса, Бара, Раутахат и Сарлахи в 1849 году. После кончины своего старшего брата Бама Бахадура Кунвара он исполнял обязанности премьер-министра Непала с 25 мая по 28 июня 1857 года.